# Monumento al Toro
El Monumento al Toro es una escultura urbana elaborada con placas de bronce, que se encuentra ubicada en la ciudad chilena de Osorno, específicamente en la plaza de Armas de la ciudad, siendo el símbolo característico de ella.

## Historia
El origen del monumento tiene su génesis en el toro, como símbolo de la ciudad y de la zona agropecuaria del sur de Chile, el cual fue representado en esta escultura. 
La creación de esta obra se realizó durante la alcaldía de Mauricio Saint Jean, siendo elegida la propuesta del artista Pablo Jofré, entre 25 proyectos que participaron en un concurso para elegir a la escultura más representativa del espíritu de esta zona. Su costo original fue de 22 millones de pesos. El segundo lugar fue obtenido por el escultor local Miguel Urriola.
El monumento fue inaugurado en la plaza de Armas el 1 de diciembre de 2008. En 2013 su pedestal fue modificado para simular que el toro se encuentra sobre la loma de una pradera; la obra fue reinaugurada en octubre de 2013.

## Descripción
La obra está elaborada con placas de bronce, pesa más de dos toneladas y mide 2,4 m de alto, 1,3 m de ancho y 4,5 m de largo.
La base del pedestal del monumento está hecha de baldosas de piedra laja vitrificada y posee un sistema de iluminación que permite a la escultura poder ser apreciada igualmente en la noche. En uno de los bordes de la base está escrito con letras de metal el lema: «Tierra de la carne, patria de la leche».

## Curiosidades
A la escultura se le conoce informalmente con el nombre de Torombolo.
Según una tradición «picaresca», tocar el escroto del toro traerá buena suerte al visitante, además de un pronto regreso y nueva visita a la zona.